# The Heart Wants What It Wants
«The Heart Wants What It Wants» (с англ. — «Сердцу не прикажешь») — песня американской актрисы и певицы Селены Гомес, выпущенная в качестве сингла со сборника хитов певицы For You. Данная композиция является последним синглом Гомес, выпущенным на лейбле Hollywood Records.

## История создания и релиз
В ноябре 2014 года Селена опубликована новый снимок в Instagram с подписью: «Но я не могу представить жизнь без удушающих моментов, тянущих меня вниз». В тот же день появился тизер нового видео, а потом состоялась официальная премьера.

## Видеоклип
Премьера видео состоялась 6 ноября 2014 на VEVO.

## Живые выступления
23 ноября 2014 года Селена выступила с синглом на премии American Music Awards.

## Награды и номинации
| Год  | Премия                    | Номинация                  | Песня                         | Результат |
| ---- | ------------------------- | -------------------------- | ----------------------------- | --------- |
| 2014 | Vevo Certified Awards     | 100.000.000 просмотров     | The Heart Wants What It Wants | Победа    |
| 2015 | Radio Disney Music Awards | Лучшая песня о расставании | The Heart Wants What It Wants | Победа    |
| 2015 | Teen Choice Awards        | Лучшая песня о расставании | The Heart Wants What It Wants | Номинация |